# Altricial

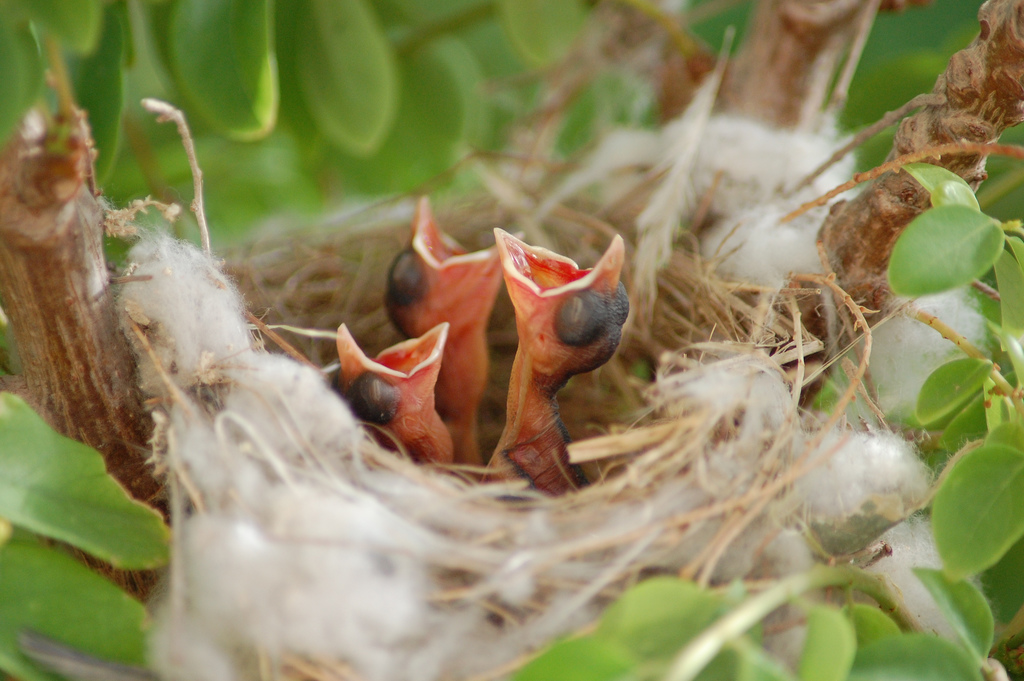
Nido con pollos altriciales.

En zoología, las crías altriciales son aquellas que nacen ciegas, sin los conductos auditivos abiertos, prácticamente sin pelo o plumas y con una movilidad muy limitada. Su organismo debe madurar después del nacimiento para alcanzar las características del individuo adulto y requiere un largo proceso de aprendizaje. En el caso contrario, cuando las crías nacen ya muy desarrolladas, se denominan especies precociales.
La especie humana es altricial, ya que los humanos al nacer son desvalidos y necesitan un largo tiempo de desarrollo. Existen dos hipótesis para explicar la altricialidad humana. Una es el dilema obstétrico, que sostiene que la locomoción bípeda supondría un estrechamiento del canal pélvico, lo que supone límites al tamaño de la cabeza del recién nacido. La otra es la hipótesis metabólica, que supone que el desarrollo cerebral requiere unos recursos energéticos que condicionarían el desarrollo fetal y la duración de la gestación. Para algunos autores, las dos hipótesis no son excluyentes, sino que las dos pueden ser ciertas.